# Never Seen the Light of Day
Never Seen the Light of Day è il quarto album in studio del gruppo musicale garage rock svedese Mando Diao, pubblicato nel 2007.

## Tracce
1. If I Don't Live Today, Then I Might Be Here Tomorrow – 2:00
2. Never Seen the Light of Day – 4:12
3. Gold – 3:54
4. I Don't Care What the People Say – 1:51
5. Mexican Hardcore – 4:37
6. Macadam Cowboy – 1:42
7. Train On Fire – 2:52
8. Not A Perfect Day – 2:54
9. Misty Mountains – 2:24
10. One Blood – 6:42
11. Dalarna – 7:54

## Formazione
- Björn Dixgård – voce, chitarre
- Gustaf Norén – voce, chitarre
- Samuel Giers – batteria, percussioni
- Mats Björke – tastiere
- C-J – basso